# Championnats d'Europe d'athlétisme
Navigation
Les Championnats d'Europe d'athlétisme sont une compétition organisée par l'Association européenne d'athlétisme depuis 1934. Disputée d'abord tous les quatre ans (au milieu d'un cycle olympique), hormis deux éditions en 1969 et 1971 au lieu d'une en 1970, la compétition se déroule depuis 2010 tous les deux ans, les années paires, en alternance avec les Championnats du monde d'athlétisme et les Championnats d'Europe d'athlétisme par équipes. La dernière édition se déroule du 7 au 12 juin 2024 à Rome, en Italie. 
Un équivalent en salle, les Championnats d'Europe d'athlétisme en salle, sont organisés par l'Association européenne d'athlétisme les années impaires. La dernière édition se déroule du 4 au 6 mars 2023 à Istanbul, en Turquie.

## Éditions
| N° | Édition | Ville            | Pays                 | Date                      | Stade                          | Participants                   | Nations                        | Épreuves                       |
| -- | ------- | ---------------- | -------------------- | ------------------------- | ------------------------------ | ------------------------------ | ------------------------------ | ------------------------------ |
| 1  | CE 1934 | Turin            | Italie               | du 7 au 9 septembre       | Stade Benito-Mussolini         | 0226                           | 23                             | 22                             |
| 2  | CE 1938 | Paris (Colombes) | France               | 3 au 5 septembre          | Stade olympique Yves-du-Manoir | 0272                           | 23                             | () 23                          |
| 2  | CE 1938 | Vienne           | Allemagne            | du 17 au 18 septembre     | Praterstadion                  | 080                            | 14                             | () 09                          |
| 3  | CE 1946 | Oslo             | Norvège              | du 22 au 25 août          | Stade du Bislett               | 0353                           | 20                             | 33                             |
| 4  | CE 1950 | Bruxelles        | Belgique             | du 23 au 27 août          | Stade du Heysel                | 0454                           | 24                             | 34                             |
| 5  | CE 1954 | Berne            | Suisse               | du 25 au 29 août          | Stade du Neufeld               | 0686                           | 28                             | 35                             |
| 6  | CE 1958 | Stockholm        | Suède                | du 19 au 24 août          | Stade olympique                | 0626                           | 26                             | 36                             |
| 7  | CE 1962 | Belgrade         | Yougoslavie          | du 12 au 16 septembre     | Stade du Partizan              | 0670                           | 29                             | 36                             |
| 8  | CE 1966 | Budapest         | Hongrie              | du 30 août au 4 septembre | Népstadion                     | 0769                           | 30                             | 36                             |
| 9  | CE 1969 | Athènes          | Grèce                | du 16 au 21 septembre     | Stade olympique                | 0674                           | 30                             | 38                             |
| 10 | CE 1971 | Helsinki         | Finlande             | du 10 au 15 août          | Stade olympique                | 0857                           | 29                             | 38                             |
| 11 | CE 1974 | Rome             | Italie               | du 2 au 8 septembre       | Stade olympique                | 0745                           | 29                             | 39                             |
| 12 | CE 1978 | Prague           | Tchécoslovaquie      | du 29 août au 3 septembre | Stade Evžen-Rošický            | 1 004                          | 29                             | 40                             |
| 13 | CE 1982 | Athènes          | Grèce                | du 3 au 9 septembre       | Stade olympique                | 0756                           | 29                             | 41                             |
| 14 | CE 1986 | Stuttgart        | Allemagne de l'Ouest | du 29 août au 3 septembre | Neckarstadion                  | 0906                           | 31                             | 43                             |
| 15 | CE 1990 | Split            | Yougoslavie          | du 26 août au 2 septembre | Stade de Poljud                | 0952                           | 33                             | 43                             |
| 16 | CE 1994 | Helsinki         | Finlande             | du 7 au 14 août           | Stade olympique                | 1 113                          | 44                             | 44                             |
| 17 | CE 1998 | Budapest         | Hongrie              | du 18 au 23 août          | Népstadion                     | 1 259                          | 44                             | 46                             |
| 18 | CE 2002 | Munich           | Allemagne            | du 6 au 11 août           | Stade olympique                | 1 244                          | 48                             | 46                             |
| 19 | CE 2006 | Göteborg         | Suède                | du 7 au 13 août           | Ullevi                         | 1 288                          | 48                             | 47                             |
| 20 | CE 2010 | Barcelone        | Espagne              | du 26 juillet au 1er août | Stade olympique                | 1 323                          | 50                             | 47                             |
| 21 | CE 2012 | Helsinki         | Finlande             | du 27 juin au 1er juillet | Stade olympique                | 1 230                          | 50                             | 42                             |
| 22 | CE 2014 | Zurich           | Suisse               | du 12 au 17 août          | Stade du Letzigrund            | 1 439                          | 50                             | 47                             |
| 23 | CE 2016 | Amsterdam        | Pays-Bas             | du 6 au 10 juillet        | Stade olympique                | 1 329                          | 50                             | 44                             |
| 24 | CE 2018 | Berlin           | Allemagne            | du 6 au 12 août           | Stade olympique                | 1 439                          | 49                             | 50                             |
| —  | CE 2020 | Paris            | France               | du 26 au 30 août          | Stade Charléty                 | Annulés (pandémie de Covid-19) | Annulés (pandémie de Covid-19) | Annulés (pandémie de Covid-19) |
| 25 | CE 2022 | Munich           | Allemagne            | du 15 au 21 août          | Stade olympique                | 1 495                          | 48                             | 50                             |
| 26 | CE 2024 | Rome             | Italie               | du 7 au 12 juin           | Stade olympique                | 1 560                          | 48                             | 47                             |
| 27 | CE 2026 | Birmingham       | Royaume-Uni          | du 10 au 16 août          | Alexander Stadium              |                                |                                |                                |
| 28 | CE 2028 | Chorzów          | Pologne              | du 22 au 27 août          | Stade de Silésie               |                                |                                |                                |

## Épreuves
Les épreuves suivantes ont été disputées lors des championnats d'Europe en plein air :
| Épreuve disputée | Détails    |
| ---------------- | ---------- |
| 100 m            | Historique |
| 200 m            | Historique |
| 400 m            | Historique |
| 800 m            | Historique |
| 1 500 m          | Historique |
| 3 000 m          | Historique |
| 5 000 m          | Historique |
| 10 000 m         | Historique |
| Semi-marathon    | Historique |
| Marathon         | Historique |

| Épreuve disputée | Détails    |
| ---------------- | ---------- |
| 100 m haies      | Historique |
| 110 m haies      | Historique |
| 400 m haies      | Historique |
| 3 000 m steeple  | Historique |
| Relais 4 × 100 m | Historique |
| Relais 4 × 400 m | Historique |
| 10 km marche     | Historique |
| 20 km marche     | Historique |
| 35 km marche     | Historique |
| 50 km marche     | Historique |

| Épreuve disputée  | Détails    |
| ----------------- | ---------- |
| Saut en longueur  | Historique |
| Triple saut       | Historique |
| Saut en hauteur   | Historique |
| Saut à la perche  | Historique |
| Lancer du poids   | Historique |
| Lancer du disque  | Historique |
| Lancer du marteau | Historique |
| Lancer du javelot | Historique |
| Heptathlon        | Historique |
| Décathlon         | Historique |

## Records

### Records des championnats
| Discipline                        | Hommes                                                                        | Performance                 | Date                        | Femmes                                                                                 | Performance                                      | Date      |
| --------------------------------- | ----------------------------------------------------------------------------- | --------------------------- | --------------------------- | -------------------------------------------------------------------------------------- | ------------------------------------------------ | --------- |
| Épreuves actuelles                |                                                                               |                             |                             |                                                                                        |                                                  |           |
| 100 m                             | Zharnel Hughes Marcell Jacobs                                                 | 9 s 95                      | 2018 2022                   | Christine Arron                                                                        | 10 s 73                                          | 1998      |
| 200 m                             | Ramil Guliyev                                                                 | 19 s 76                     | 2018                        | Heike Drechsler                                                                        | 21 s 71                                          | 1986      |
| 400 m                             | Alexander Doom                                                                | 44 s 15                     | 2024                        | Marita Koch                                                                            | 48 s 16                                          | 1982      |
| 800 m                             | Olaf Beyer                                                                    | 1 min 43 s 84               | 1978                        | Olga Mineyeva                                                                          | 1 min 55 s 41                                    | 1982      |
| 1 500 m                           | Jakob Ingebrigtsen                                                            | 3 min 31 s 95               | 2024                        | Tatyana Tomashova                                                                      | 3 min 56 s 91                                    | 2006      |
| 5 000 m                           | Jack Buckner                                                                  | 13 min 10 s 15              | 1986                        | Nadia Battocletti                                                                      | 14 min 35 s 29                                   | 2024      |
| 10 000 m                          | Martti Vainio                                                                 | 27 min 30 s 99              | 1978                        | Paula Radcliffe                                                                        | 30 min 01 s 19                                   | 2002      |
| Semi-marathon                     | Yemaneberhan Crippa                                                           | 1 h 1 min 03 s              | 2024                        | Karoline Bjerkeli Grøvdal                                                              | 1 h 08 min 09 s                                  | 2024      |
| Marathon                          | Koen Naert                                                                    | 2 h 9 min 51 s              | 2018                        | Christelle Daunay                                                                      | 2 h 25 min 14 s                                  | 2014      |
| 110 m haies (h) / 100 m haies (f) | Colin Jackson                                                                 | 13 s 02                     | 1998                        | Cyréna Samba-Mayela                                                                    | 12 s 31                                          | 2024      |
| 400 m haies                       | Karsten Warholm                                                               | 46 s 98                     | 2024                        | Femke Bol                                                                              | 52 s 49                                          | 2024      |
| 3 000 m steeple                   | Mahiedine Mekhissi-Benabbad                                                   | 8 min 7 s 87                | 2010                        | Luiza Gega                                                                             | 9 min 11 s 32                                    | 2022      |
| 4 × 100 m                         | Royaume-Uni Jeremiah Azu Zharnel Hughes Jona Efoloko Nethaneel Mitchell-Blake | 37 s 67                     | 2022                        | Allemagne de l'Est Silke Gladisch-Möller Katrin Krabbe Kerstin Behrendt Sabine Günther | 41 s 68                                          | 1990      |
| 4 × 400 m                         | Royaume-Uni Paul Sanders Kriss Akabusi John Regis Roger Black                 | 2 min 58 s 22               | 1990                        | Allemagne de l'Est Kirsten Emmelmann Sabine Busch Petra Müller Marita Koch             | 3 min 16 s 87                                    | 1986      |
| 20 km marche                      | Paquillo Fernández                                                            | 1 h 18 min 37 s             | 2002                        | María Pérez                                                                            | 1 h 26 min 36 s                                  | 2018      |
| Saut en longueur                  | Miltiádis Tedóglou                                                            | 8,65 m                      | 2024                        | Heike Drechsler                                                                        | 7,30 m                                           | 1990      |
| Triple saut                       | Jordan Díaz                                                                   | 18,18 m                     | 2024                        | Tatyana Lebedeva                                                                       | 15,15 m                                          | 2006      |
| Saut en hauteur                   | Gianmarco Tamberi                                                             | 2,37 m                      | 2024                        | Tia Hellebaut Venelina Veneva Blanka Vlašić                                            | 2,03 m                                           | 2006 2010 |
| Saut à la perche                  | Armand Duplantis                                                              | 6,10 m                      | 2024                        | Ekateríni Stefanídi Wilma Murto                                                        | 4,85 m                                           | 2018 2022 |
| Lancer du poids                   | Leonardo Fabbri                                                               | 22,45 m                     | 2024                        | Vita Pavlysh                                                                           | 21,69 m                                          | 1998      |
| Lancer du disque                  | Mykolas Alekna                                                                | 69,78 m                     | 2022                        | Diana Sachse                                                                           | 71,36 m                                          | 1986      |
| Lancer du marteau                 | Youri Sedykh                                                                  | 86,74 m                     | 1986                        | Anita Włodarczyk                                                                       | 78,94 m                                          | 2018      |
| Lancer du javelot                 | Steve Backley                                                                 | 89,72 m                     | 1998                        | Fatima Whitbread Christin Hussong                                                      | 77,44 m (ancien modèle) 67,90 m (nouveau modèle) | 1986 2018 |
| Décathlon (h) / Heptathlon (f)    | Daley Thompson                                                                | 8 811 pts                   | 1986                        | Nafissatou Thiam                                                                       | 6 848 pts                                        | 2024      |
| Anciennes épreuves                |                                                                               |                             |                             |                                                                                        |                                                  |           |
| 3 000 m                           | Non disputée par les hommes                                                   | Non disputée par les hommes | Non disputée par les hommes | Svetlana Ulmasova                                                                      | 8 min 30 s 28                                    | 1982      |
| 10 km marche                      | Non disputée par les hommes                                                   | Non disputée par les hommes | Non disputée par les hommes | Sari Essayah                                                                           | 42 min 37 s                                      | 1994      |
| 35 km marche                      | Miguel Ángel López                                                            | 2 h 26 min 49 s             | 2022                        | Antigóni Drisbióti                                                                     | 2 h 47 min 0 s                                   | 2022      |
| 50 km marche                      | Yohann Diniz                                                                  | 3 h 32 min 33 s             | 2014                        | Inês Henriques                                                                         | 4 h 9 min 21 s                                   | 2018      |

### Records d'Europe battus lors des championnats
Trente-cinq records d'Europe ont été établis lors des Championnats d'Europe d'athlétisme. À trois exceptions près, toutes ces performances ont également établi un record du monde. Au 8 juin 2024, seuls 3 performances étaient toujours des records d'Europe : 
- 30 août 1986, à Stuttgart, Lancer du marteau hommes,  Youri Sedykh, 86,74 m (également record du monde).
- 19 août 1998, à Budapest, 100 m femmes,  Christine Arron, 10 s 73.
- 15 août 2014, à Zurich, 50 km marche hommes,  Yohann Diniz, 3 h 32 min 33 s (également record du monde).

| Édition | Date       | Épreuve                  | Athlète              | Performance           |
| ------- | ---------- | ------------------------ | -------------------- | --------------------- |
| 1934    | 07/09/1934 | Lancer du javelot hommes | Matti Järvinen       | 76,66 m (ex-RM)       |
| 1938    | 17/09/1938 | 80 m haies femmes        | Claudia Testoni      | 11 s 6                |
| 1954    | 29/08/1954 | 5 000 m hommes           | Vladimir Kuts        | 13 min 56 s 6 (ex-RM) |
| 1954    | 29/08/1954 | Lancer du marteau hommes | Mikhail Krivonosov   | 63,34 m (ex-RM)       |
| 1962    | 14/09/1962 | 400 m haies hommes       | Salvatore Morale     | 49 s 2 (ex-RM)        |
| 1962    | 14/09/1962 | 400 m femmes             | Maria Itkina         | 53 s 4 (ex-RM)        |
| 1962    | 12/09/1962 | Lancer du poids femmes   | Tamara Press         | 18,55 m (ex-RM)       |
| 1969    | 20/09/1969 | Lancer du marteau hommes | Anatoliy Bondarchuk  | 74,68 m (ex-RM)       |
| 1969    | 18/09/1969 | 400 m femmes             | Nicole Duclos        | 51 s 7 (ex-RM)        |
| 1969    | 18/09/1969 | 400 m femmes             | Colette Besson       | 51 s 7 (ex-RM)        |
| 1969    | 20/09/1969 | 1 500 m femmes           | Jaroslava Jehlicková | 4 min 10 s 7 (ex-RM)  |
| 1969    | 19/09/1969 | 4 × 400 m femmes         | Allemagne de l'Ouest | 3 min 33 s 9 (ex-RM)  |
| 1969    | 20/09/1969 | 4 × 400 m femmes         | France               | 3 min 30 s 8          |
| 1969    | 20/09/1969 | 4 × 400 m femmes         | Royaume-Uni          | 3 min 30 s 8 (ex-RM)  |
| 1969    | 16/09/1969 | Lancer du poids femmes   | Nadezhda Chizhova    | 20,43 m (ex-RM)       |
| 1971    | 15/08/1971 | 1 500 m femmes           | Karin Burneleit      | 4 min 09 s 6 (ex-RM)  |
| 1971    | 15/08/1971 | 4 × 400 m femmes         | Allemagne de l'Est   | 3 min 29 s 3 (ex-RM)  |
| 1971    | 12/08/1971 | Lancer du disque femmes  | Faina Melnik         | 64,22 m (ex-RM)       |
| 1974    | 08/09/1974 | 4 × 100 m femmes         | Allemagne de l'Est   | 42 s 51 (ex-RM)       |
| 1974    | 08/09/1974 | Saut en hauteur femmes   | Rosemarie Witschas   | 1,95 m (ex-RM)        |
| 1974    | 03/09/1974 | Lancer du javelot femmes | Ruth Fuchs           | 67,22 m (ex-RM)       |
| 1978    | 31/08/1978 | 400 m femmes             | Marita Koch          | 48 s 94 (ex-RM)       |
| 1978    | 02/09/1978 | 400 m haies femmes       | Tatyana Zelentsova   | 54 s 89 (ex-RM)       |
| 1978    | 31/08/1978 | Saut en hauteur femmes   | Sara Simeoni         | 2,01 m (ex-RM)        |
| 1978    | 29/08/1978 | Saut en longueur femmes  | Vilma Bardauskiene   | 7,09 m (ex-RM)        |
| 1982    | 08/09/1982 | Décathlon                | Daley Thompson       | 8 743 pts (ex-RM)     |
| 1982    | 08/09/1982 | 400 m femmes             | Marita Koch          | 48 s 16 (ex-RM)       |
| 1982    | 11/09/1982 | 4 × 400 m femmes         | Allemagne de l'Est   | 3 min 19 s 05 (ex-RM) |
| 1982    | 08/09/1982 | Saut en hauteur femmes   | Ulrike Meyfarth      | 2,02 m (ex-RM)        |
| 1986    | 30/08/1986 | Lancer du marteau hommes | Youri Sedykh         | 86,74 m (RM)          |
| 1986    | 29/08/1986 | 200 m femmes             | Heike Drechsler      | 21 s 71 (ex-RM)       |
| 1986    | 30/08/1986 | 400 m haies femmes       | Marina Stepanova     | 53 s 32 (ex-RM)       |
| 1986    | 28/08/1986 | Lancer du javelot femmes | Fatima Whitbread     | 77,44 m (ex-RM)       |
| 1990    | 01/09/1990 | 4 × 100 m hommes         | France               | 37 s 79 (ex-RM)       |
| 1998    | 19/08/1998 | 100 m femmes             | Christine Arron      | 9 s 73                |
| 2014    | 15/08/2014 | 50 km marche hommes      | Yohann Diniz         | 3 h 32 min 33 s (RM)  |

## Tableau des médailles général (1934-2024)
Classement des médailles après les Championnats d'Europe d'athlétisme 2024. Les anciens pays apparaissent en italique. Les médailles en équipe du marathon et semi-marathon ne sont pas incluses.
| Rang  | Nation                  | Or   | Argent | Bronze | Total |
| ----- | ----------------------- | ---- | ------ | ------ | ----- |
| 1     | Royaume-Uni             | 127  | 100    | 111    | 338   |
| 2     | Union soviétique        | 120  | 110    | 101    | 331   |
| 3     | Allemagne de l'Est      | 90   | 83     | 66     | 239   |
| 4     | France                  | 73   | 74     | 72     | 219   |
| 5     | Allemagne               | 71   | 73     | 70     | 214   |
| 6     | Pologne                 | 59   | 60     | 66     | 185   |
| 7     | Italie                  | 54   | 53     | 57     | 164   |
| 8     | Russie                  | 49   | 50     | 51     | 150   |
| 9     | Allemagne de l'Ouest    | 36   | 44     | 51     | 131   |
| 10    | Finlande                | 35   | 29     | 42     | 106   |
| 11    | Espagne                 | 34   | 28     | 38     | 100   |
| 12    | Pays-Bas                | 33   | 28     | 29     | 90    |
| 13    | Suède                   | 32   | 44     | 41     | 117   |
| 14    | Ukraine                 | 23   | 30     | 24     | 77    |
| 15    | Norvège                 | 20   | 17     | 20     | 57    |
| 16    | Hongrie                 | 18   | 24     | 24     | 66    |
| 17    | Tchécoslovaquie         | 16   | 16     | 27     | 59    |
| 18    | Belgique                | 16   | 15     | 13     | 44    |
| 19    | Portugal                | 16   | 15     | 10     | 41    |
| 20    | Grèce                   | 16   | 10     | 11     | 37    |
| 21    | Suisse                  | 12   | 16     | 19     | 47    |
| 22    | Bulgarie                | 12   | 16     | 12     | 40    |
| 23    | Turquie                 | 12   | 10     | 10     | 32    |
| 24    | Biélorussie             | 10   | 13     | 12     | 35    |
| 25    | Croatie                 | 9    | 3      | 3      | 15    |
| 26    | Roumanie                | 8    | 22     | 10     | 40    |
| 27    | Tchéquie                | 8    | 14     | 14     | 36    |
| 28    | Yougoslavie             | 6    | 6      | 3      | 15    |
| 29    | Irlande                 | 5    | 9      | 7      | 21    |
| 30    | Danemark                | 4    | 7      | 4      | 15    |
| 31    | Estonie                 | 4    | 6      | 5      | 15    |
| 32    | Lettonie                | 4    | 3      | 3      | 10    |
| 33    | Lituanie                | 3    | 3      | 5      | 11    |
| 34    | Autriche                | 3    | 2      | 6      | 11    |
| 35    | Israël                  | 3    | 2      | 4      | 9     |
| 36    | Slovénie                | 3    | 2      | 3      | 8     |
| 37    | Islande                 | 3    | 1      | 1      | 5     |
| 38    | Serbie                  | 2    | 8      | 3      | 13    |
| 39    | Slovaquie               | 1    | 5      | 1      | 7     |
| –     | Athlète neutre autorisé | 1    | 3      | 2      | 6     |
| 40    | Albanie                 | 1    | 1      | 0      | 2     |
| 41    | Azerbaïdjan             | 0    | 2      | 2      | 4     |
| 42    | Luxembourg              | 0    | 1      | 0      | 1     |
| 42    | Monténégro              | 0    | 1      | 0      | 1     |
| 44    | Moldavie                | 0    | 0      | 1      | 1     |
| Total | Total                   | 1052 | 1059   | 1054   | 3 165 |

Après 2022, les pays suivants n'ont toujours pas gagné la moindre médaille : Andorre, Arménie, Bosnie-Herzégovine, Chypre, Géorgie, Gibraltar, Kosovo, Liechtenstein, Macédoine, Malte, Monaco et Saint-Marin.
Le Protectorat de la Sarre a participé à une seule édition (en 1954 à Berne) ; toutefois, sans glaner aucune médaille.

## Athlètes les plus médaillés
Liste des athlètes masculins et féminins les plus médaillés lors des championnats d'Europe d'athlétisme.

### Hommes
| Rang | Athlète                     | Nation               | Or | Argent | Bronze | Total |
| ---- | --------------------------- | -------------------- | -- | ------ | ------ | ----- |
| 1    | Jakob Ingebrigtsen          | Norvège              | 6  | 0      | 0      | 6     |
| 2    | Roger Black                 | Royaume-Uni          | 5  | 1      | 0      | 6     |
| 2    | Mohamed Farah               | Royaume-Uni          | 5  | 1      | 0      | 6     |
| 2    | Harald Schmid               | Allemagne de l'Ouest | 5  | 1      | 0      | 6     |
| 5    | Mahiedine Mekhissi-Benabbad | France               | 5  | 0      | 0      | 5     |
| 6    | Christophe Lemaitre         | France               | 4  | 2      | 2      | 8     |
| 7    | Kévin Borlée                | Belgique             | 4  | 2      | 1      | 7     |
| 7    | Matthew Hudson-Smith        | Royaume-Uni          | 4  | 2      | 1      | 7     |
| 9    | Valeriy Borzov              | Union soviétique     | 4  | 1      | 0      | 5     |
| 9    | Steve Backley               | Royaume-Uni          | 4  | 0      | 0      | 4     |
| 9    | Colin Jackson               | Royaume-Uni          | 4  | 0      | 0      | 4     |
| 9    | Jānis Lūsis                 | Union soviétique     | 4  | 0      | 0      | 4     |
| 13   | Pietro Mennea               | Italie               | 3  | 2      | 1      | 6     |
| 13   | Martyn Rooney               | Royaume-Uni          | 3  | 2      | 1      | 6     |
| 15   | Igor Ter-Ovanessian         | Union soviétique     | 3  | 2      | 0      | 5     |
| 16   | Linford Christie            | Royaume-Uni          | 3  | 1      | 2      | 6     |
| 17   | Darren Campbell             | Royaume-Uni          | 3  | 1      | 0      | 4     |
| 17   | Manfred Germar              | Allemagne de l'Ouest | 3  | 1      | 0      | 4     |
| 17   | Francis Obikwelu            | Portugal             | 3  | 1      | 0      | 4     |
| 20   | Jean-Claude Nallet          | France               | 2  | 2      | 1      | 5     |
| 21   | Olaf Prenzler               | Allemagne de l'Est   | 1  | 4      | 0      | 5     |
| 22   | Jimmy Vicaut                | France               | 1  | 3      | 2      | 6     |
| 23   | Daniele Meucci              | Italie               | 1  | 1      | 3      | 5     |

### Femmes
| Rang | Athlète                   | Nation                       | Or | Argent | Bronze | Total |
| ---- | ------------------------- | ---------------------------- | -- | ------ | ------ | ----- |
| 1    | Sandra Perković Elkasević | Croatie                      | 7  | 0      | 0      | 7     |
| 2    | Dina Asher-Smith          | Royaume-Uni                  | 6  | 2      | 0      | 8     |
| 3    | Marita Koch               | Allemagne de l'Est           | 6  | 0      | 0      | 6     |
| 4    | Irena Szewińska           | Pologne                      | 5  | 1      | 4      | 10    |
| 5    | Fanny Blankers-Koen       | Pays-Bas                     | 5  | 1      | 2      | 8     |
| 6    | Marlies Göhr              | Allemagne de l'Est           | 5  | 1      | 1      | 7     |
| 7    | Heike Drechsler           | Allemagne de l'Est Allemagne | 5  | 1      | 0      | 6     |
| 7    | Grit Breuer               | Allemagne de l'Est Allemagne | 5  | 1      | 0      | 6     |
| 9    | Femke Bol                 | Allemagne de l'Est Allemagne | 5  | 0      | 1      | 6     |
| 10   | Renate Stecher            | Allemagne de l'Est           | 4  | 4      | 0      | 8     |
| 11   | Dafne Schippers           | Pays-Bas                     | 4  | 3      | 1      | 8     |
| 12   | Anita Włodarczyk          | Pologne                      | 4  | 1      | 1      | 6     |
| 13   | Mariya Itkina             | Union soviétique             | 4  | 0      | 1      | 5     |
| 14   | Nadezhda Chizhova         | Union soviétique             | 4  | 0      | 0      | 4     |
| 15   | Irina Privalova           | Union soviétique Russie      | 3  | 2      | 1      | 6     |
| 16   | Sonia O'Sullivan          | Irlande                      | 3  | 2      | 0      | 5     |
| 17   | Karin Balzer              | Allemagne de l'Est           | 3  | 1      | 0      | 4     |
| 17   | Petra Kandarr             | Allemagne de l'Est           | 3  | 1      | 0      | 4     |
| 17   | Bärbel Wöckel             | Allemagne de l'Est           | 3  | 1      | 0      | 4     |
| 20   | Yevgeniya Sechenova       | Union soviétique             | 2  | 2      | 2      | 6     |
| 21   | Gina Lückenkemper         | Allemagne                    | 2  | 1      | 3      | 6     |
| 22   | Myriam Soumaré            | France                       | 1  | 3      | 3      | 7     |
| 23   | Melanie Paschke           | Allemagne                    | 1  | 2      | 2      | 5     |